# Traminda drepanodes
Traminda drepanodes är en fjärilsart som beskrevs av Louis Beethoven Prout 1915. Traminda drepanodes ingår i släktet Traminda och familjen mätare. Inga underarter finns listade i Catalogue of Life.